# Fröttmaning
Fröttmaning - stacja Metra w Monachium, na linii U6. Znajduje się w pobliżu stadionu Allianz Arena. Stacja została otwarta 3 czerwca 1994